# 串木野空襲
串木野空襲（くしきのくうしゅう）は、第二次世界大戦末期にアメリカ軍によって行われた鹿児島県日置郡串木野町（現：いちき串木野市）への都市無差別爆撃である。

## 概要
串木野に対する空襲は1945年（昭和20年）の7月から8月にかけて3回以上行われており、合計で死傷者115人、住居2,520戸の被害を出した。
なお、8月9日は長崎原爆投下の約1時間前に空襲が行われており、長崎原爆のきのこ雲写真の一部に串木野空襲の煙が写りこんでいる。
公式記録には残っていないが、8月13日に爆弾が投下された当時の住民による証言がある。
戦後、戦災復興都市計画の対象都市になり、復興事業が行われた。